# 대한민국 민법 제527조
대한민국 민법 제527조는 계약의 청약의 구속력에 대한 민법 채권법상 조문이다.

## 조문
제527조(계약의 청약의 구속력) 계약의 청약은 이를 철회하지 못한다.

第527條(契約의 請約의 拘束力) 契約의 請約은 이를 撤回하지 못한다.

## 해설
미국법은 이와 반대로 원칙적으로 청약자는 자신의 청약을 피청약자의 승낙 전에 언제라도 철회할 수 있고 철회는 그 의사표시가 피청약자에게 전달된 시점에서 효력이 발생하므로 도달주의가 적용된다

## 판례
청약은 그에 대한 승낙에 의하여 곧바로 계약의 성립에 필요한 의사합치에 이를 수 있을 정도로 내용적으로 확정되어 있거나 해석에 의하여 확정될 수 있어야 한다

## 참고 문헌
- 오현수, 일본민법, 진원사, 2014. ISBN 9788963463452
- 오세경, 대법전, 법전출판사 , 2014 ISBN 9788926210277
- 이준현 , LOGOS 민법 조문판례집, 미래가치, 2015. ISBN 9791155020869

## 같이 보기
- 대한민국 민법 제142조
- 대한민국 민법 제143조